# Топливно-энергетические ресурсы Украины
Топливно-энергетические ресурсы Украины  — совокупность всех природных и преобразованных видов топлива и энергии, которые используются в национальном хозяйстве Украины.
В пределах территории Украины выделяются  4 нефтегазоносных провинции, состоящие из  11 областей  и  35 нефтегазоносных перспективных районов. В дальнейшем рассматриваются три нефтегазоносных региона:
- Восточный (Днепровско-Донецкая впадина и северо-западная часть Донбасса),
- Западный (Волыно-Подольская плита, Прикарпатье, Карпаты и Закарпатье)
- Южный (Причерноморье, Крым, а также в пределах исключительной экономической зоны Чёрного и Азовского морей).

Государственным балансом Украины учтены запасы нефти, газа и газового конденсата за 323 месторождениями.
Основное их количество (191) сосредоточено в Восточном регионе,  96  — в Западном,  36 — в Южном. Величина ежегодной добычи углеводородов за последние годы в среднем составляла 4 млн тонн нефти с конденсатом и 18 млрд м3 газа, что составляет соответственно 10 и 20 % потребляемых страной.

## Характеристика запасов
Запасы угля составляют 95,4 % от общего объёма запасов органического топлива на Украине.
На 1 января 2001 г. подсчитано начальных добывающих ресурсов углеводородов в количестве 8417,8 млн тонн условного топлива, из них нефти с конденсатом — 1706,2 млн тонн и 6711,6 млрд м³ газа.
Значительную часть (27 %) ресурсов углеводородов Украины сосредоточено на крупных (5 - 7 км) глубинах. На начало 2001 года добыто 25 % и разведано 15,9 % начальных ресурсов.
Таким образом, уровень реализации ресурсов составляет 40,9 %. Остаточные неразведанные ресурсы, которые являются базой развития геологоразведочных работ и нефтегазодобычи в последующие годы, составляют 4 980 млн тонн условного топлива (нефть с конденсатом — 1 133,5 млн тонн и 3 846,4 млрд м³ газа).

## Тенденции
Последние годы характеризовались значительным снижением темпов геологического изучения недр и подготовки необходимого резервного фонда объектов (ловушек, структур) для целенаправленного глубокого бурения с целью открытия средних по размеру запасов месторождений углеводородов.
Согласно оптимальным вариантом развития геологоразведочных работ на территории Украины планируется прирастить до 2010 года почти 440 млн тонн условного топлива как за счёт имеющегося фонда объектов, так и за счёт освоения новых объектов повышенного качества. Для обеспечения этого прироста и создание резерва для дальнейшего развития геологоразведочных работ согласно расчетам необходимо с 2002 по 2010 годы выявить 339та подготовить 303 объекта общей площадью 4840 кв. километров с перспективными ресурсами 910 млн тонн углеводородов.
В  Восточном регионе  для обеспечения прироста разведанных запасов в полном объёме и создания надёжного резерва для дальнейших работ с 2002 по 2010 годы предстоит подготовить 270 новых объектов общей площадью 4 340 кв. км с перспективными ресурсами 820 млн тонн углеводородов и выявить 290 новых объектов.
В  Западном регионе  для обеспечения прироста запасов в полном объёме и создания надёжного резерва для дальнейших работ относится к 2010 году выявить поисково-геофизическими работами 30 объектов и подготовить 25 объектов общей площадью 370 кв. километров с перспективными ресурсами 65 млн тонн углеводородов. Ещё около 10 объектов планируется выявить и 5 подготовить за пересмотром геолого-геофизических материалов.
В  Южном регионе  (суша) к 2010 году предполагается выявить 12 и подготовить 10 новых объектов общей площадью 130 кв. км с перспективными ресурсами 25 млн тонн углеводородов.
В ходе российско-украинской войны Россия оккупировала территории Украины, на которых находятся порядка двух третей украинских запасов угля, из-за чего Украина импортирует уголь для снабжения своих городов.

## П.-е. г.[что?]акватории
В пределах исключительной (морской) экономической зоны Чёрного и Азовского морей в 2002—2010 гг., по оптимальным вариантом предполагается выявить 73 и подготовить 55 новых высокоперспективных объектов[чего?] общей площадью 1580 кв. км с ресурсами категории С3[что?] — 650 млн тонн. Это позволит обеспечить рациональное размещение запланированных объёмов поисково-разведочного бурения, а также создаст надёжные предпосылки для дальнейшего развития геологоразведочных работ.